# 흙살림연구소
흙살림연구소는 환경보전형 농업기술을 연구·개발하여 농업 발전에 기여할 목적으로 1996년 10월 28일 설립 허가된 대한민국 농림수산식품부 소관의 사단법인이다. 사무실은 충청북도 괴산군 불정면 한불로 1136(앵천리 528)에 있다.

## 연혁
2012년 4월 6일 종전 명칭인 '흙살림'에서 '흙살림연구소'로 명칭을 변경하였다.

## 주요 사업[2]
- 친환경농업기술 관련 조사 및 연구
- 출판 및 교육·지도사업
- 국내외 농업연구단체 및 농민단체와의 교류협력 사업
- 도시 유기농 운동 전개를 위한 제반사업 등

## 임원
- 대표자 : 이태근